# Вітановиці (Малопольське воєводство)
Вітановиці (пол. Witanowice) — село в Польщі, у гміні Томиці Вадовицького повіту Малопольського воєводства.
Населення — 1229 осіб (2011).

## Історія
У 1975-1998 роках село належало до Бельського воєводства, підпорядковувалося районній адміністрації у Вадовицях.

## Демографія
Демографічна структура станом на 31 березня 2011 року:
|          | Загалом | Допрацездатний вік | Працездатний вік | Постпрацездатний вік |
| -------- | ------- | ------------------ | ---------------- | -------------------- |
| Чоловіки | 590     | 132                | 413              | 45                   |
| Жінки    | 639     | 146                | 384              | 109                  |
| Разом    | 1229    | 278                | 797              | 154                  |